# Los Baldíos
Los Baldíos és una comarca d'Extremadura, situada a la província de Badajoz. El seu cap comarcal és Alburquerque. Ocupa una superfície de 1300 km² i té gairebé 20.000 habitants.
És a l'extrem occidental de la Comunitat Autònoma d'Extremadura, dintre de la província de Badajoz. Forma un triangle imaginari entre Càceres, Mèrida i Badajoz. La comarca fa frontera amb Portugal, amb dos punts de comunicació amb el país veí, un per La Codosera i l'altre per Alburquerque. Els límits de la comarca són Portugal a l'oest; la serra de Montánchez, que la separa de Tierras de Mérida i Vegas Bajas, a l'est; al nord la Província de Càceres i la comarca de Sierra de San Pedro, i al sud els municipis de Badajoz i Mèrida.
En formen part vuit municipis que són Alburquerque, Badajoz, La Albuera, La Codosera, San Vicente de Alcántara, Talavera, Valdelacalzada i Villar del Rey.